# Komenda Wojewódzka Policji w Olsztynie
Komenda Wojewódzka Policji w Olsztynie im. nadkom. Heliodora Gruszczyńskiego – jednostka organizacyjna Policji obejmująca swoim zasięgiem terytorium województwa warmińsko-mazurskiego, podlegająca bezpośrednio Komendzie Głównej Policji, znajdująca się przy ul. Partyzantów 6/8 w Olsztynie. Od 6 maja 2024 roku funkcję Komendanta Wojewódzkiego pełni insp. Mirosław Elszkowski.

## Struktura organizacyjna Komendy
Według danych ze strony WWW instytucji.

### Służba Prewencyjna
- Wydział Postępowań Administracyjnych
- Wydział Prewencji
- Wydział Ruchu Drogowego
- Sztab Policji
- Wydział Konwojowy
- Oddział Prewencji Policji

### Służba Kryminalna
- Wydział do walki z Korupcją
- Wydział do walki z Przestępczością Gospodarczą
- Wydział Kryminalny
- Wydział Wywiadu Kryminalnego
- Laboratorium Kryminalistyczne
- Wydział Techniki Operacyjnej

### Służba Wspomagająca
- Wydział Finansów
- Wydział Łączności i Informatyki
- Wydział Transportu
- Wydział Zaopatrzenia
- Wydział Inwestycji i Remontów
- Sekcja Zamówień Publicznych i Funduszy Pomocniczych
- Zespół Bezpieczeństwa i Higieny Pracy

### Inne wydziały i stanowiska
- Jednoosobowe stanowisko ds. Księgowości
- Pełnomocnik KWP ds. Ochrony Praw Człowieka
- Zespół Audytu Wewnętrznego
- Wydział ds. Ochrony Informacji Niejawnych
- Wydział Kadr i Szkolenia
- Wydział Komunikacji Społecznej
- Wydział Kontroli
- Sekcja Psychologów
- Zespół Prawny

## Jednostki podległe
Według danych ze strony WWW instytucji.

### Komendy Miejskie Policji
- Komenda Miejska Policji w Olsztynie
- Komenda Miejska Policji w Elblągu

### Komendy Powiatowe Policji
- Komenda Powiatowa Policji w Bartoszycach
- Komenda Powiatowa Policji w Braniewie
- Komenda Powiatowa Policji w Działdowie
- Komenda Powiatowa Policji w Ełku
- Komenda Powiatowa Policji w Giżycku
- Komenda Powiatowa Policji w Gołdapi
- Komenda Powiatowa Policji w Iławie
- Komenda Powiatowa Policji w Kętrzynie
- Komenda Powiatowa Policji w Lidzbarku Warmińskim
- Komenda Powiatowa Policji w Mrągowie
- Komenda Powiatowa Policji w Nidzicy
- Komenda Powiatowa Policji w Nowym Mieście Lubawskim
- Komenda Powiatowa Policji w Olecku
- Komenda Powiatowa Policji w Ostródzie
- Komenda Powiatowa Policji w Piszu
- Komenda Powiatowa Policji w Szczytnie
- Komenda Powiatowa Policji w Węgorzewie